# Глігорешть (Клуж)
Глігорешть, Глігорешті (рум. Gligorești) — село у повіті Клуж в Румунії. Входить до складу комуни Луна.
Село розташоване на відстані 278 км на північний захід від Бухареста, 46 км на південний схід від Клуж-Напоки.

## Населення
За даними перепису населення 2002 року у селі проживали 575 осіб.
Національний склад населення села:
| Національність | Кількість осіб | Відсоток |
| -------------- | -------------- | -------- |
| румуни         | 567            | 98,6%    |
| угорці         | 8              | 1,4%     |

Рідною мовою назвали:
| Мова      | Кількість осіб | Відсоток |
| --------- | -------------- | -------- |
| румунська | 568            | 98,8%    |
| угорська  | 7              | 1,2%     |